# Frankoprovansalci
Arpitanci (arpitanski: Arpetans), jedan od romanskih naroda iz jugoistočne Francuske i susjednoj Italiji dolina (Aosta, Apulija, Kalabrija) i Švicarskoj (kanton Valais). Govore vlastitim jezikom koji pripada oilskoj skupini galoretijskih jezika što ih etnolingvistički čini srodne francuskim narodima i jezicima, ali ne pripadaju u njih.
Populacija im iznosi nešto preko 140.000 od čega po 70.000 u Francuskoj gdje su izloženi jezičnoj asimilaciji i Italiji, te oko 7.000 u Švicarskoj.